# Expeditie Robinson 2012
Expeditie Robinson 2012 fue un reality show de supervivencia extrema, esta es la 13.ra temporada del reality show belga-holandés Expeditie Robinson, transmitido por RTL5 y 2BE. Fue conducido por Dennis Weening y Evi Hanssen, se estrenó el 6 de septiembre de 2012 y finalizó el 20 de diciembre de 2012. Esta temporada fue grabado en Malasia, específicamente en el estado de Pahang y contó con 16 participantes. La holandesa Fatima Moreira de Melo es quien ganó esta temporada.
Esta décimo-tercera temporada contó con 16 participantes divididos en 2 tribus; la primera es la tribu Kamp Zuid representada por el color amarillo y la segunda es Kamp Noord representada por el color rojo. Esta temporada duró 33 días.

## Equipo del Programa
- Presentadores: 
  - Dennis Weening, lidera las competencias por equipos.
  - Evi Hanssen, lidera los consejos de eliminación.

## Participantes
| Participante                               | Edad | Tribu Original | Tribu Mezclada                            | Tribu Definitiva                          | Resultado Final                            | Estadía |
| ------------------------------------------ | ---- | -------------- | ----------------------------------------- | ----------------------------------------- | ------------------------------------------ | ------- |
| Fatima Moreira de Melo Jugadora de hockey. | 34   | Kamp Zuid      | Kamp Zuid                                 | Kador                                     | Ganadora de Expeditie Robinson 2012        | 33 días |
| Peggy Vrijens Actriz.                      | 35   | Kamp Zuid      | Kamp Zuid                                 | Kador                                     | 2.° lugar de Expeditie Robinson 2012       | 33 días |
| Fajah Lourens Actriz.                      | 31   | Kamp Noord     |                                           | Kador                                     | 3.° lugar de Expeditie Robinson 2012       | 33 días |
| Christophe De Meulder Jugador de pocker.   | 24   | Kamp Zuid      | Kamp Zuid                                 | Kador                                     | 4.° lugar de Expeditie Robinson 2012       | 32 días |
| Gene Thomas Cantante.                      | 39   | Kamp Noord     | Kamp Noord                                | Kador                                     | 12.do Eliminado de Expeditie Robinson 2012 | 32 días |
| Joke Van de Velde Miss Bélgica 2000.       | 32   | Kamp Noord     | Kamp Noord                                | Kador                                     | 11.ra Eliminada de Expeditie Robinson 2012 | 29 días |
| Min Hee Bervoets Coreógrafa.               | 26   | Kamp Zuid      | Kamp Noord                                | Kador                                     | 10.ma Eliminada de Expeditie Robinson 2012 | 27 días |
| Ruud Feltkamp Actor.                       | 22   | Kamp Noord     | Kamp Noord                                | Kador                                     | 9.no Eliminado de Expeditie Robinson 2012  | 24 días |
| Paul Turner Cantante.                      | 26   | Kamp Zuid      | Kamp Noord                                | Kador                                     | Abandona Por motivos personales            | 22 días |
| Matthias De Meulder Jugados de pocker.     | 24   | Kamp Zuid      | Kamp Zuid                                 | Kador                                     | 7.mo Eliminado de Expeditie Robinson 2012  | 20 días |
| Tess Milne Presentadora.                   | 24   | Kamp Noord     | Kamp Zuid                                 |                                           | 6.ta Eliminada de Expeditie Robinson 2012  | 15 días |
| Lodewijk Hoekstra Actriz y cantante.       | 35   | Kamp Zuid      | Kamp Zuid                                 | 5.to Eliminado de Expeditie Robinson 2012 | 13 días                                    |         |
| Zoë Van Gastel Modelo.                     | 34   | Kamp Noord     | Kamp Noord                                | 4.ta Eliminada de Expeditie Robinson 2012 | 11 días                                    |         |
| Aagje Vanwalleghem Gimnasta.               | 24   | Kamp Zuid      |                                           | Abandona Por motivos personales           | 8 días                                     |         |
| Olivier Bisback Piloto de carreras.        | 38   | Kamp Noord     | 2.do Eliminado de Expeditie Robinson 2012 | 6 días                                    |                                            |         |
| Willie Wartaal Rapero.                     | 30   | Kamp Noord     | 1.er Eliminado de Expeditie Robinson 2012 | 4 días                                    |                                            |         |

## Desarrollo

### Competencias
| Episodio | Emisión                  | Inmunidad      | Eliminado | Salida |
| -------- | ------------------------ | -------------- | --------- | ------ |
| 1        | 6 de septiembre de 2012  | Kamp Zuid      | Fajah     | Día 2  |
| 2        | 13 de septiembre de 2012 | Kamp Zuid      | Willie    | Día 4  |
| 3        | 20 de septiembre de 2012 | Kamp Zuid      | Olivier   | Día 6  |
| 4        | 27 de septiembre de 2012 | Kamp Zuid      | Zoë       | Día 8  |
| 5        | 4 de octubre de 2012     | Kamp Zuid      | Zoë       | Día 11 |
| 6        | 11 de octubre de 2012    | Kamp Noord     | Lodewijk  | Día 13 |
| 7        | 18 de octubre de 2012    | Kamp Noord     | Tess      | Día 15 |
| 8        | 25 de octubre de 2012    | Fajah          |           |        |
| 9        | 1 de noviembre de 2012   | Ruud           | Matthias  | Día 20 |
| 10       | 8 de noviembre de 2012   | Fatima         | Peggy     | Día 22 |
| 11       | 15 de noviembre de 2012  | Fajah          | Ruud      | Día 24 |
| 12       | 22 de noviembre de 2012  | Fatima         | Min Hee   | Día 27 |
| 13       | 29 de noviembre de 2012  | Peggy          | Joke      | Día 29 |
| 14       | 6 de diciembre de 2012   | Fatima / Fajah | Gene      | Día 31 |
| Episodio | Emisión                  | 4° Lugar       | 3° Lugar  | Salida |
| 15       | 13 de diciembre de 2012  | Christophe     | Fajah     | Día 32 |
| Episodio | Emisión                  | 2° Lugar       | Ganadora  | Salida |
| 16       | 20 de diciembre de 2012  | Peggy          | Fatima    | Día 33 |

## Estadísticas Semanales
| Participante | Episodio  | Episodio  | Episodio  | Episodio  | Episodio  | Episodio  | Episodio  | Episodio     | Episodio     | Episodio     | Episodio     | Episodio     | Episodio     | Episodio     | Episodio     | Episodio     |
| Participante | Equipos   | Equipos   | Equipos   | Equipos   | Equipos   | Equipos   | Equipos   | Individuales | Individuales | Individuales | Individuales | Individuales | Individuales | Individuales | Individuales | Individuales |
| Participante | 1         | 2         | 3         | 4         | 5         | 6         | 7         | 8            | 9            | 10           | 11           | 12           | 13           | 14           | 15           | 16           |
| ------------ | --------- | --------- | --------- | --------- | --------- | --------- | --------- | ------------ | ------------ | ------------ | ------------ | ------------ | ------------ | ------------ | ------------ | ------------ |
| Fatima       | Gana      | Gana      | Gana      | Gana      | Gana      | Salvada   | Salvada   | Salvada      | Salvada      | Inmune       | Salvada      | Inmune       | Salvada      | Inmune       | Salvada      | Ganadora     |
| Peggy        | Gana      | Gana      | Gana      | Gana      | Gana      | Salvada   | Salvada   | Salvada      | Salvada      | Salvada      | Salvada      | Salvada      | Inmune       | Salvada      | Salvada      | 2.º Lugar    |
| Fajah        | Eliminada |           |           |           |           |           | Reingresa | Inmune       | Salvada      | Salvada      | Inmune       | Salvada      | Salvada      | Inmune       | 3.º Lugar    |              |
| Christophe   | Gana      | Gana      | Gana      | Gana      | Gana      | Salvado   | Salvado   | Salvado      | Salvado      | Salvado      | Salvado      | Salvado      | Salvado      | Salvado      | 4.º lugar    |              |
| Gene         | Salvado   | Salvado   | Salvado   | Salvado   | Salvado   | Gana      | Gana      | Salvado      | Salvado      | Salvado      | Salvado      | Salvado      | Salvado      | Eliminado    |              |              |
| Joke         | Salvada   | Salvada   | Salvada   | Salvada   | Salvada   | Gana      | Gana      | Salvada      | Salvada      | Salvada      | Salvada      | Salvada      | Eliminada    |              |              |              |
| Min Hee      | Gana      | Gana      | Gana      | Salvada   | Salvada   | Gana      | Gana      | Salvada      | Salvada      | Salvada      | Salvada      | Eliminada    |              |              |              |              |
| Ruud         | Salvado   | Salvado   | Salvado   | Salvado   | Salvado   | Gana      | Gana      | Salvado      | Inmune       | Salvado      | Eliminado    |              |              |              |              |              |
| Paul         | Gana      | Gana      | Gana      | Salvado   | Salvado   | Gana      | Gana      | Salvado      | Salvado      | Abandona     |              |              |              |              |              |              |
| Matthias     | Gana      | Gana      | Gana      | Gana      | Gana      | Salvado   | Salvado   | Salvado      | Eliminado    |              |              |              |              |              |              |              |
| Tess         | Salvada   | Salvada   | Salvada   | Gana      | Gana      | Salvada   | Eliminada |              |              |              |              |              |              |              |              |              |
| Lodewijk     | Gana      | Gana      | Gana      | Gana      | Gana      | Eliminado |           |              |              |              |              |              |              |              |              |              |
| Zoë          | Salvada   | Salvada   | Salvada   | Reingresa | Eliminada |           |           |              |              |              |              |              |              |              |              |              |
| Aagje        | Gana      | Gana      | Gana      | Abandona  |           |           |           |              |              |              |              |              |              |              |              |              |
| Olivier      | Salvado   | Salvado   | Eliminado |           |           |           |           |              |              |              |              |              |              |              |              |              |
| Willie       | Salvado   | Eliminado |           |           |           |           |           |              |              |              |              |              |              |              |              |              |

Competencia en equipos (Días 1-15)
     El participante gana junto a su equipo y continua en competencia.
     El participante pierde junto a su equipo pero no es eliminado.
     El participante pierde junto a su equipo y posteriormente es eliminado.
     El participante es eliminado, pero vuelve a ingresar.
     El participante abandona la competencia.
Competencia individual (Días 16-32)
     Ganadora de Expeditie Robinson 2012.
     2°.Lugar de Expeditie Robinson 2012.
     3°.Lugar de Expeditie Robinson 2012.
     4°.Lugar de Expeditie Robinson 2012.
     El participante gana la competencia y queda inmune.
     El participante pierde la competencia, pero no es eliminado.
     El participante es eliminado de la competencia.

## Audiencias
| Episodio | Fecha de emisión           | Espectadores | Lugar en la audiencia |
| -------- | -------------------------- | ------------ | --------------------- |
| 1        | «6 de septiembre de 2012»  | 1.037.000    | Séptimo               |
| 2        | «13 de septiembre de 2012» | 1.086.000    | Octavo                |
| 3        | «20 de septiembre de 2012» | 980.000      | Séptimo               |
| 4        | «27 de septiembre de 2012» | 1.006.000    | Octavo                |
| 5        | «4 de octubre de 2012»     | 1.062.000    | Quinto                |
| 6        | «11 de octubre de 2012»    | 1.097.000    | Séptimo               |
| 7        | «18 de octubre de 2012»    | 1.020.000    | Octavo                |
| 8        | «25 de octubre de 2012»    | 1.038.000    | Sexto                 |
| 9        | «1 de noviembre de 2012»   | 1.036.000    | Décimo-cuarto         |
| 10       | «8 de noviembre de 2012»   | 1.221.000    | Quinto                |
| 11       | «15 de noviembre de 2012»  | 1.078.000    | Décimo                |
| 12       | «22 de noviembre de 2012»  | 1.163.000    | Sexto                 |
| 13       | «29 de noviembre de 2012»  | 1.039.000    | Décimo-primero        |
| 14       | «6 de diciembre de 2012»   | 1.166.000    | Octavo                |
| 15       | «13 de diciembre de 2012»  | 1.274.000    | Quinto                |
| 16       | «20 de diciembre de 2012»  | 1.337.000    | Quinto                |